# Powder Springs
Powder Springs è una città degli Stati Uniti d'America, situata nello Stato della Georgia e in particolare nella contea di Cobb.